# 1974-es Formula–1 amerikai nagydíj
Az amerikai nagydíj volt az 1974-es Formula–1 világbajnokság tizenötödik futama.

## Futam
Az Egyesült Államokban Reutemann szerezte meg a pole-t Hunt előtt, a harmadik helyről Mario Andretti indult a Parnelli csapat autójával. Scheckter a hatodik, Fittipaldi a nyolcadik, Regazzoni a kilencedik helyről indult csak. A rajtnál Andretti állva maradt a rajtrácson, a harmadik helyre Pace jött fel. Míg az első három eltávolodott a mezőnytől, Lauda igyekezett feltartani Schecktert és Fittipaldit, hogy Regazzoninak segítsen. Ő azonban autója nehéz vezethetősége miatt egyre hátrébb került a mezőnyben (kétszer is kiállt kereket cserélni, több körös hátrányban ért célba). Lauda és Scheckter is kiesett a verseny közepén, ezáltal Fittipaldi a negyedik helyre jött fel. Pace 4 körrel a leintés előtt megelőzte Huntot, így Reutemann mögött célbaérve, kettős győzelemhez segítette a Brabham csapatot. Hunt harmadik lett, Fittipaldi negyedik helyével pedig 1974 világbajnoka lett, 3 ponttal megelőzve Regazzonit. A konstruktőri versenyt 73 ponttal a McLaren nyerte a Ferrari (65) és a Tyrrell (52) előtt.
A versenyt beárnyékolta az osztrák Helmut Koinigg halála, aki a korlátnak ütközött, miután defektet kapott a 10. körben.
| Helyezés | #  | Versenyző            | Csapat/Motor      | Körök | Idő/Kiesés oka    | Rajthely | Pontszám |
| -------- | -- | -------------------- | ----------------- | ----- | ----------------- | -------- | -------- |
| 1        | 7  | Carlos Reutemann     | Brabham-Ford      | 59    | 1:40:21,439       | 1        | 9        |
| 2        | 8  | Carlos Pace          | Brabham-Ford      | 59    | + 10,735          | 4        | 6        |
| 3        | 24 | James Hunt           | Hesketh-Ford      | 59    | + 1:10,384        | 2        | 4        |
| 4        | 5  | Emerson Fittipaldi   | McLaren-Ford      | 59    | + 1:17,753        | 8        | 3        |
| 5        | 28 | John Watson          | Brabham-Ford      | 59    | + 1:25,804        | 7        | 2        |
| 6        | 4  | Patrick Depailler    | Tyrrell-Ford      | 59    | + 1:27,506        | 13       | 1        |
| 7        | 33 | Jochen Mass          | McLaren-Ford      | 59    | + 1:30,012        | 20       |          |
| 8        | 26 | Graham Hill          | Lola-Ford         | 58    | + 1 kör           | 24       |          |
| 9        | 15 | Chris Amon           | BRM               | 57    | + 2 kör           | 12       |          |
| 10       | 17 | Jean-Pierre Jarier   | Shadow-Ford       | 57    | + 2 kör           | 10       |          |
| 11       | 11 | Clay Regazzoni       | Ferrari           | 55    | + 4 kör           | 9        |          |
| 12       | 27 | Rolf Stommelen       | Lola-Ford         | 54    | + 5 kör           | 21       |          |
| Kiesett  | 1  | Ronnie Peterson      | Lotus-Ford        | 52    | Üzemanyagrendszer | 19       |          |
| HN       | 22 | Mike Wilds           | Ensign-Ford       | 50    | Helyezés nélkül   | 22       |          |
| HN       | 16 | Tom Pryce            | Shadow-Ford       | 47    | Helyezés nélkül   | 18       |          |
| Kiesett  | 3  | Jody Scheckter       | Tyrrell-Ford      | 44    | Üzemanyagrendszer | 6        |          |
| Kiesett  | 20 | Arturo Merzario      | Iso Marlboro-Ford | 43    | Elektronika       | 15       |          |
| Kiesett  | 12 | Niki Lauda           | Ferrari           | 38    | Felfüggesztés     | 5        |          |
| Kiesett  | 21 | Jacques Laffite      | Iso Marlboro-Ford | 31    | Motorhiba         | 11       |          |
| Kiesett  | 66 | Mark Donohue         | Team Penske-Ford  | 27    | Felfüggesztés     | 14       |          |
| Vi       | 18 | José Dolhem          | Surtees-Ford      | 25    | Visszalépett      | 26       |          |
| Kiesett  | 10 | Vittorio Brambilla   | March-Ford        | 21    | Üzemanyagrendszer | 25       |          |
| Kiesett  | 19 | Helmuth Koinigg      | Surtees-Ford      | 9     | Végzetes baleset  | 23       |          |
| Kiesett  | 2  | Jacky Ickx           | Lotus-Ford        | 7     | Felfüggesztés     | 16       |          |
| Kizárva  | 31 | Tim Schenken         | Lotus-Ford        | 6     | Kizárva           | 27       |          |
| Kizárva  | 55 | Mario Andretti       | Parnelli-Ford     | 4     | Kizárva           | 3        |          |
| Kiesett  | 6  | Denny Hulme          | McLaren-Ford      | 4     | Motorhiba         | 17       |          |
| NK       | 9  | Hans-Joachim Stuck   | March-Ford        |       |                   |          |          |
| NK       | 42 | Ian Ashley           | Brabham-Ford      |       |                   |          |          |
| NK       | 14 | Jean-Pierre Beltoise | BRM               |       |                   |          |          |

## A világbajnokság végeredménye
| H   | Versenyzők         | Pont | H   | Konstruktőrök     | Pont    |
| --- | ------------------ | ---- | --- | ----------------- | ------- |
| 1.  | Emerson Fittipaldi | 55   | 1.  | McLaren-Ford      | 73 (75) |
| 2.  | Clay Regazzoni     | 52   | 2.  | Ferrari           | 65      |
| 3.  | Jody Scheckter     | 45   | 3.  | Tyrrell-Ford      | 52      |
| 4.  | Niki Lauda         | 38   | 4.  | Lotus-Ford        | 42      |
| 5.  | Ronnie Peterson    | 35   | 5.  | Brabham-Ford      | 35      |
| 6.  | Carlos Reutemann   | 32   | 6.  | Hesketh-Ford      | 15      |
| 7.  | Denny Hulme        | 20   | 7.  | BRM               | 10      |
| 8.  | James Hunt         | 15   | 8.  | Shadow-Ford       | 7       |
| 9.  | Patrick Depailler  | 14   | 9.  | March-Ford        | 6       |
| 10. | Jacky Ickx         | 12   | 10. | Iso Marlboro-Ford | 4       |

(A teljes lista)

## Statisztikák
Vezető helyen:
- Carlos Reutemann: 59 (1-59)

Carlos Reutemann 3. győzelme, 2. pole-pozíciója, Carlos Pace 4. leggyorsabb köre.
- Brabham 16. győzelme.

Denny Hulme (112.), Jean-Pierre Beltoise és Tim Schenken utolsó versenye.